# أقتشة مسجد
أقتشة مسجد هي قرية في مقاطعة شاهين دج، إيران. عدد سكان هذه القرية هو 788 في سنة 2006.